# Kaisi Yeh Yaariaan
Kaisi Yeh Yaariaan é uma série de televisão indiana exibida pela MTV Índia entre 21 de julho de 2014 e 31 de dezembro de 2015, baseado no mangá japonês Hana Yori Dango por Yoko Kamio.

## Elenco

### Principal
- Niti Taylor como Nandini Murthy
- Parth Samthaan como Manik Malhotra
- Yuvraj Thakur como Madhyam Singhania
- Ayaz Ahmed como Cabir Dhawan
- Veebha Anand como Navya Naveli
- Charlie Chauhan como Mukti Vardhan
- Utkarsh Gupta como Dhruv Vedant
- Krissann Barretto como Alya Saxena
- Abhishek Malik como Harshad Saxena
- Kishwar Merchant como Nyonika Malhotra
- Karan Jotwani como Aryaman Khurana
- Steve como Rishabh Murthy
- Mehul Nissar as Venkatesh Murthy
- Ritu Vasishta como Shannoo Murthy

### Aparições
- Shaan
- Sunny Leone
- Emraan Hashmi e Amyra Dastur
- Neeraj Gaba
- Badshah
- Shahid Kapoor e Alia Bhatt
- Gautam Gulati

### Anteriores
- Dishank Arora como Pandit Trilok Chaurasya
- Rushad Rana como Raghav
- Syed Zain Imam como Abhimanyu Thakkar
- Jasmine Avasia como Soha Khurana
- Ruma Sharma como Riddhima (camafeu)
- Dhiraj Totlani como Sunny Sharma (camafeu)
- Pulkit Bangia como Shahid
- Scarlett Rose como Rose
- Rinku Karmarkar como a mãe de Cabir
- Neha Bam como a mãe de Navya